# نميلوت الأكبر
نميلوت الأكبر أو كما هو معروف لدى المصريين القدماء بنمرود الليبي زعيم قبائل المشواش، قبيلة من قبائل الليبية القديمة، ووفقا لمراجع مصرية فإن أوصولهم ترجع إلي أحد القبائل الساحلية في ليبيا الحالية، وقداستوطنت الجماعات الليبية المذكورة في المصادر المصرية القسم الشرقى لليبيا ووقع موطنهم الأصلي في منطقة خليج سرت خلال أواخر الأسرة الحاكمة في مصر القديمة الأسرة المصرية الحادية والعشرون. ونميلوت الأكبر معروف بشكل أساسي بكونه والد مؤسس الأسرة المصرية الثانية والعشرين، الفرعون شوشينق الأول. ولذلك عرفت أسرته لدى المهتمين بالتاريخ المصري القديم باسم الأسرة الليبية.

## السيرة الذاتية
كان نميلوت الأكبر أو نمرود الليبي نجل زعيم المشواش شوشنق الأكبر وأم نميلوت هي مهتنويسخت الأولى، وأيضًا شقيقً للفرعون الأسرة المصرية الحادية والعشرون. أوسركون الأكبر. وكانت زوجته تَسَمَّى تنتسبه الأولى التي انجبت شيشنق الأول الذي أصبح فيما بعد فرعونًا ومؤسس الاسرة المصرية الثانية والعشرين.

## الوفاة
عندما توفي نميلوت الأكبر، ورث ابنه شيشنق الأول لقب القائد و زعيم قبائل المشواش ولقد ذكر نيملوت وزوجته تنتسبه ام الفرعون الليبي شيشنق الأول في لوحة حور باسن.